# Santiago Mariano Rodríguez Molina
Santiago Mariano Rodríguez Molina (Montevidéu, nascido em 8 de janeiro de 2000) é um futebolista uruguaio que atua como meia-atacante no Botafogo.

## Carreira

### Nacional
Rodríguez é produto das categorias de base do Nacional. Estreou profissionalmente em 4 de fevereiro de 2019, na vitória sobre o Peñarol pela Supercopa Uruguaia de 2019.

### Montevideo City Torque
Em 3 de novembro de 2020, foi anunciado como novo reforço do Montevideo City Torque, permanecendo emprestado ao Nacional até o fim daquele ano.

### New York City FC
Em 9 de junho de 2021, foi emprestado ao New York City FC, da Major League Soccer. Fez mais de 50 partidas e ajudou a equipe a conquistar a MLS Cup em 2021.
Em março de 2023, retornou ao clube em definitivo, assinando contrato até 2027 como jogador designado.

### Botafogo
Em fevereiro de 2025, foi anunciado como novo reforço do Botafogo de Futebol e Regatas. A transferência marcou sua primeira experiência no futebol brasileiro.

## Seleção Uruguaia
Rodríguez atuou por diversas seleções de base do Uruguai. Foi convocado para a disputa do Campeonato Mundial Sub-20 de 2019, além do Torneio Pré-Olímpico Sul-Americano de 2020.

## Títulos
Nacional Sub-20
- Copa Libertadores Sub-20: 2018[9]

Nacional
- Campeonato Uruguaio: 2019, 2020[10][11]
- Supercopa Uruguaia: 2019[12]

New York City FC
- MLS Cup: 2021
- Campeones Cup: 2022[13]

Uruguai Sub-20
- Medalha de prata nos Jogos Sul-Americanos: 2018[14]